# Hesperomannia arbuscula
Hesperomannia arbuscula е вид растение от семейство Сложноцветни (Asteraceae). Видът е критично застрашен от изчезване.

## Разпространение
Разпространен е в САЩ (Хавайски острови).